# خوشه اردک وحشی
خوشه اردک وحشی یا مسیه ۱۱(به انگلیسی: Messier 11) یا ان‌جی‌سی ۶۷۰۵ یک خوشه ستاره‌ای باز در صورت فلکی سپر است که فاصله آن از زمین شش هزار سال نوری و قدر ظاهری آن ۷٫۰ است.

## مشاهده
میسه ۱۱ با دوربین دو چشمی ممکن است به شکل یک الماس کوچک و با تلسکوپ کوچک به شکل یک لکه غبار دیده شود ولی با تلسکوپ قوی شامل صدها ستاره خواهد بود. برای مشاهده این خوشه می‌توان از صورت فلکی عقاب کمک گرفت.

## مشخصات
مسیه ۱۱ حدود ۲۲۰ میلیون سال سن دارد و یکی از غنی‌ترین و متراکم‌ترین خوشه‌های باز است که حدود ۲۹۰۰ ستاره را شامل می‌شود. این خوشه با سرعت ۲۲ کیلومتر در ساعت از ما دور می‌شود و در مجموع ۸۲ ستاره متغیر در میان انبوه جمعیت آن وجود دارد. مسیه ۱۱ بخاطر محیط سرشار از فلزش نیز مورد مطالعه قرار گرفته‌است.

## منابع

مکان خوشه اردک وحشی در صورت فلکی سپر